# Álvar Gómez de Ciudad Real
Álvar Gómez de Ciudad Real, né à Guadalajara en 1488 et mort en 1538, est un poète et théologien espagnol.

## Biographie
Il est d’abord enfant d’honneur ou menin de l’infant don Carlos, depuis Charles-Quint, avec qui il est élevé, puis suit la carrière des armes, prend part aux campagnes, de Naples (1506) et de Toscane, est blessé à la bataille de Pavie (1525), puis se retire avec une pension dans sa ville natale, où il s’adonne entièrement à la culture des lettres.

## Œuvres
Gomez a composé plusieurs ouvrages en vers qui, par la pureté et l’élégance du style, lui ont valu le surnom de « Virgile espagnol ». Citons notamment Thalia christiana (Alcala, 1522), poème héroïque sur les mystères de la religion ; De militia principis Burgundi, quam Vetteris Aurei vacant (Tolède, 1540, in-4), poème sur la Toison d'or, regardé comme le chef-d’œuvre de Gomez ; Teologica description de los mysterios sagrados, en douze chants (1541, in-4°). Il a également  traduit Les Triomphes de Pétrarque.